# Ostindien-Kompanie

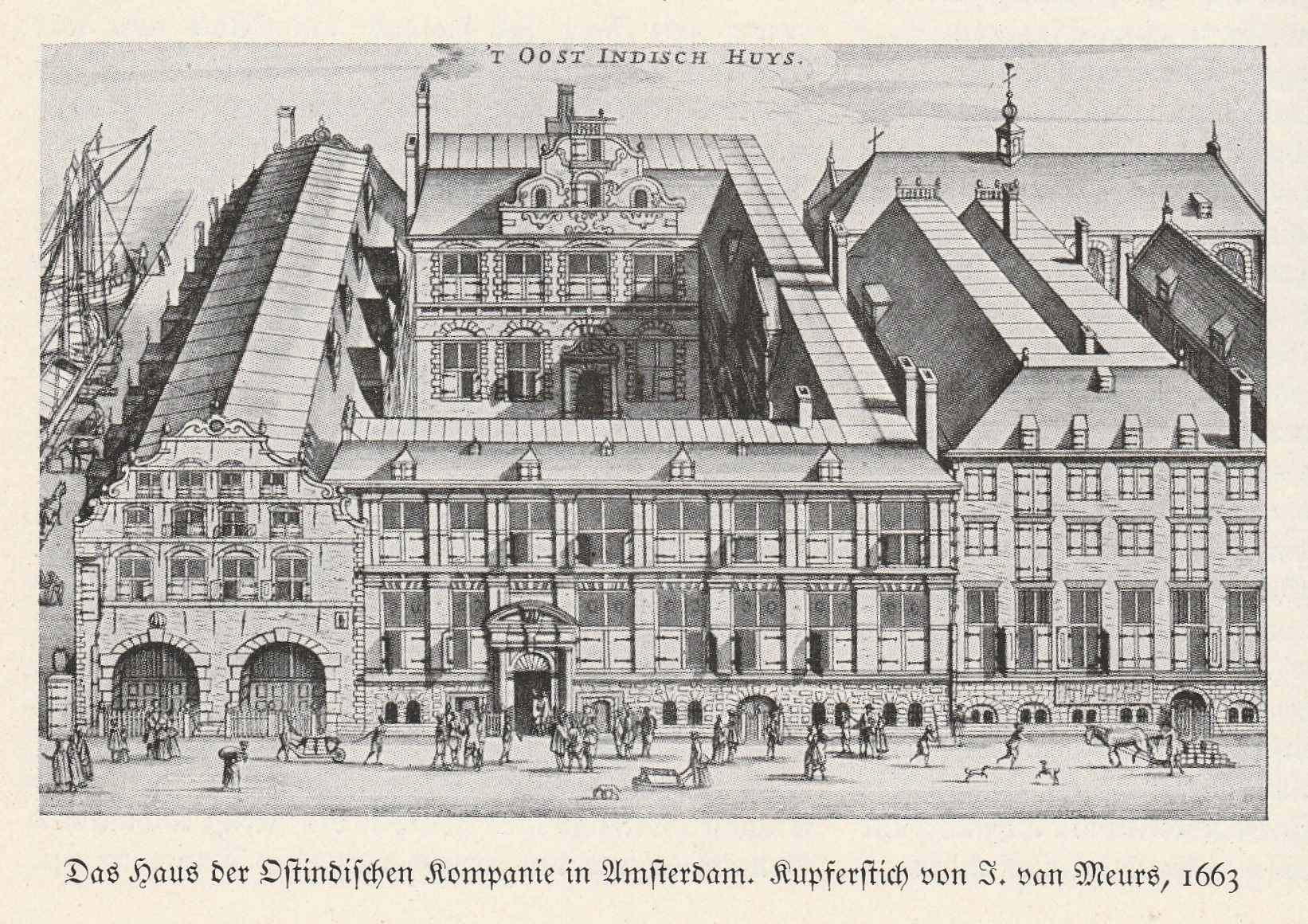
Niederlassung der Ostindien-Kompanie in Amsterdam

Die Ostindischen Kompanien waren in mehreren Nationen Europas bestehende Gesellschaften, die für den Handel mit Indien (Indienhandel) sowie Südost- und Ostasien (hier vor allem mit den sogenannten Gewürzinseln und dem Kaiserreich China) privilegiert waren.
Sie entstanden im 17. Jahrhundert, manche auch erst im 18. Jahrhundert, als die Blütezeit der Kolonialreiche Spaniens und Portugals bereits vorüber war. Im Gegensatz zu deren feudalistischen Kolonialpolitik, die hauptsächlich nach Gold und Grundbesitz strebte, suchten die Ostindien-Kompanien möglichst großen Handelsgewinn zu erwirtschaften. Dabei konkurrierten sie sowohl untereinander als auch mit zahlreichen lokalen Händlern (überwiegend Chinesen), deren Vorteil in der intimen Kenntnis der örtlichen Gegebenheiten bestand und die über zahlreiche Beziehungen zu den Lokalfürsten und -händlern verfügten. Auch war der Verwaltungsaufwand der Kompanien typischerweise wesentlich höher als bei den kleineren Handelshäusern.
Sie setzten zur Durchsetzung ihrer Handelspolitik sowohl diplomatische als auch imperialistische kriegerische Mittel ein. So wurde Siam von den Niederländern zweimal durch eine Seeblockade des Hafens von Ayutthaya zum Einlenken gezwungen. Die Kompanien hatten in allen größeren Häfen und Hauptstädten so genannte Faktoreien (Geschäftsstellen), die von Gouverneuren und Generalgouverneuren geleitet wurden. Deren Aufgabe lag darin, die Beziehungen zu den Herrschern und den lokalen Händlern zu pflegen und auf die Durchsetzung der vereinbarten Privilegien und Handelsspannen zu achten.
Die Ostindischen Kompanien sind in der Reihenfolge ihrer Gründung:
- die Englische bzw. Britische Ostindien-Kompanie – gegründet 1600
- die Niederländische Ostindien-Kompanie – gegründet 1602
- die Dänische Ostindien-Kompanie – gegründet 1616
- die Schwedische Ostindien-Kompanie – gegründet 1626, geändert 1731
- die Portugiesische Ostindien-Kompanie – gegründet 1628
- die Französische Ostindien-Kompanie – gegründet 1664
- die Kaiserliche Ostindische Kompanie – gegründet 1719 und 1731 aufgelöst durch den habsburgischen Kaiser Karl VI.
- die preußische Emder Ostasiatische Handelskompanie (»Königlich-Preußische Asiatische Compagnie in Emden nach Canton und China«) – gegründet 1751 und aufgelöst 1765 durch König Friedrich II. von Preußen (den Großen), welche die kleinste der hier aufgeführten war.
- die Triestiner Ostindische Handelskompanie oder Ostindische Compagnie – Triest-Antwerpen – gegründet 1775, aufgelöst 1785

Insbesondere die beiden erstgenannten Kompanien haben im Verlaufe ihrer Geschichte welthistorische Bedeutung erlangt.